# 沈堯中
沈堯中（1547年—？），字心唐，一字執甫，号瀛壺，浙江嘉興府嘉興縣民籍，秀水县人，明朝政治人物。

## 生平
萬曆元年（1573年）癸酉科浙江鄉試第三名舉人，萬曆八年（1580年）庚辰科會試第三十四名，登三甲第一百一十六名進士。觀政后，同年授南陵知县。垦荒筑堰，浚川潴陂，硗确皆为沃壤。又著《砭俗要略》，喻化陋习。时进诸生校课授经。娴形家言，疏泮水台籍山桥北河，无不与学校相表里。以才见忌，历任六年，萬曆十四年（1586年）徙苏州府同知。十九年累升南京刑部郎中，二十一年三月以科道纠拾降调，二十二年降调開州知州。

## 著作
沈堯中博学嗜古，明于典故。纂修郡志，著有《沈司宼集》、《治统纪畧》、《边筹七畧》、《髙士彚林》等书。

## 家族
曾祖沈康；祖父沈奎；父沈武，曾任省祭官。母吳氏。